# 卡爾滕巴赫河 (伍珀河支流)
51°11′29″N 7°6′45″E / 51.19139°N 7.11250°E

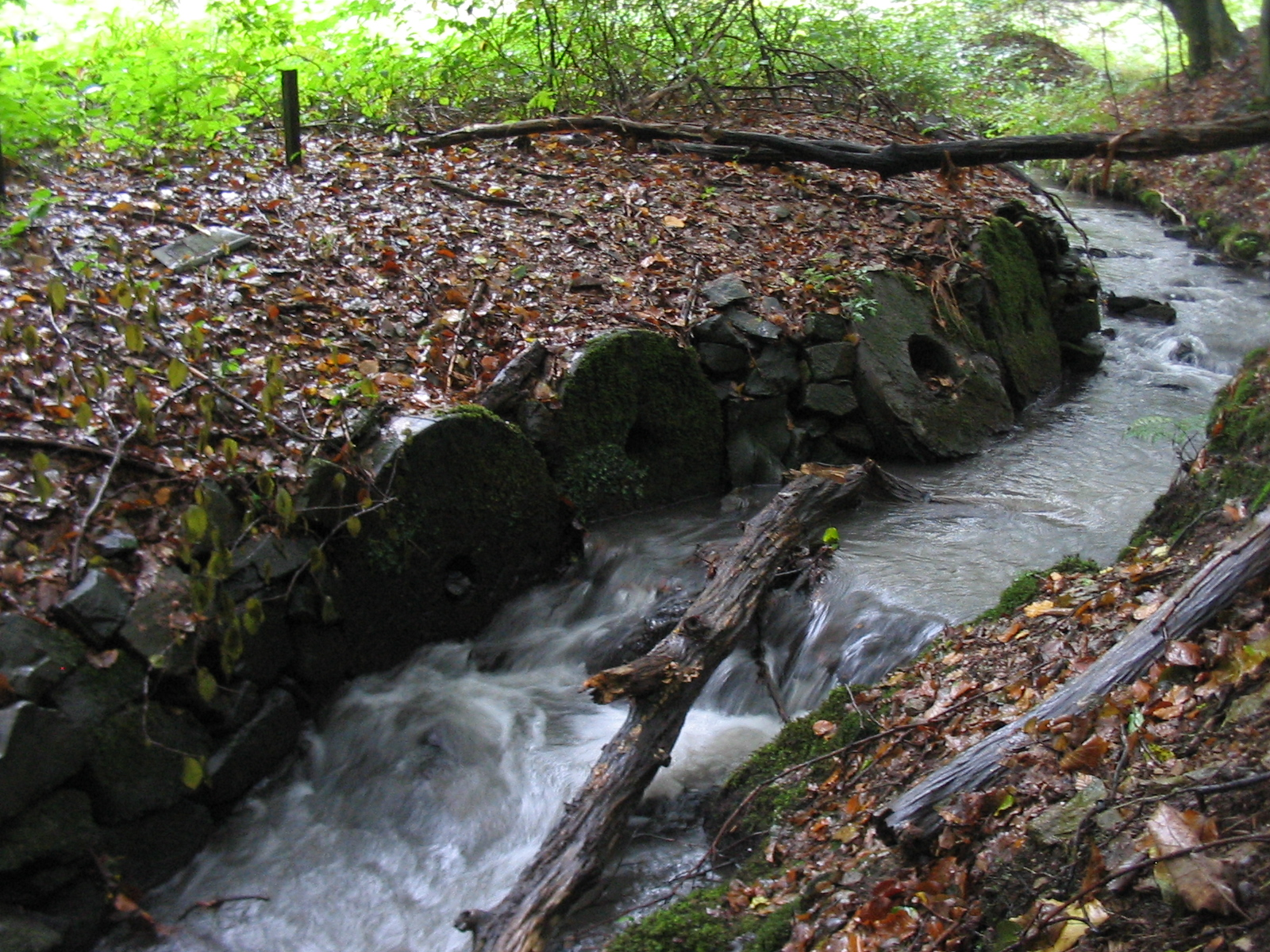

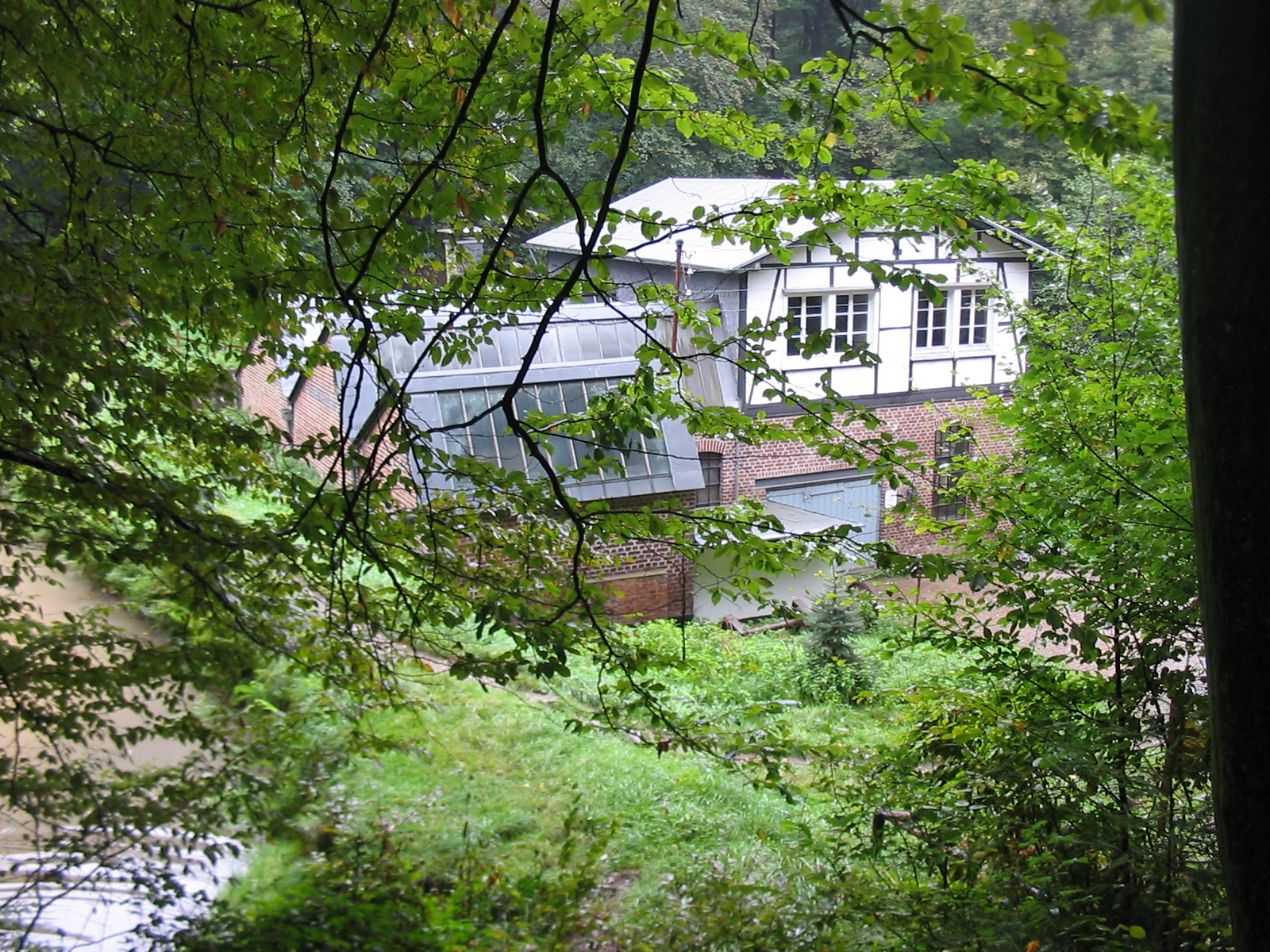

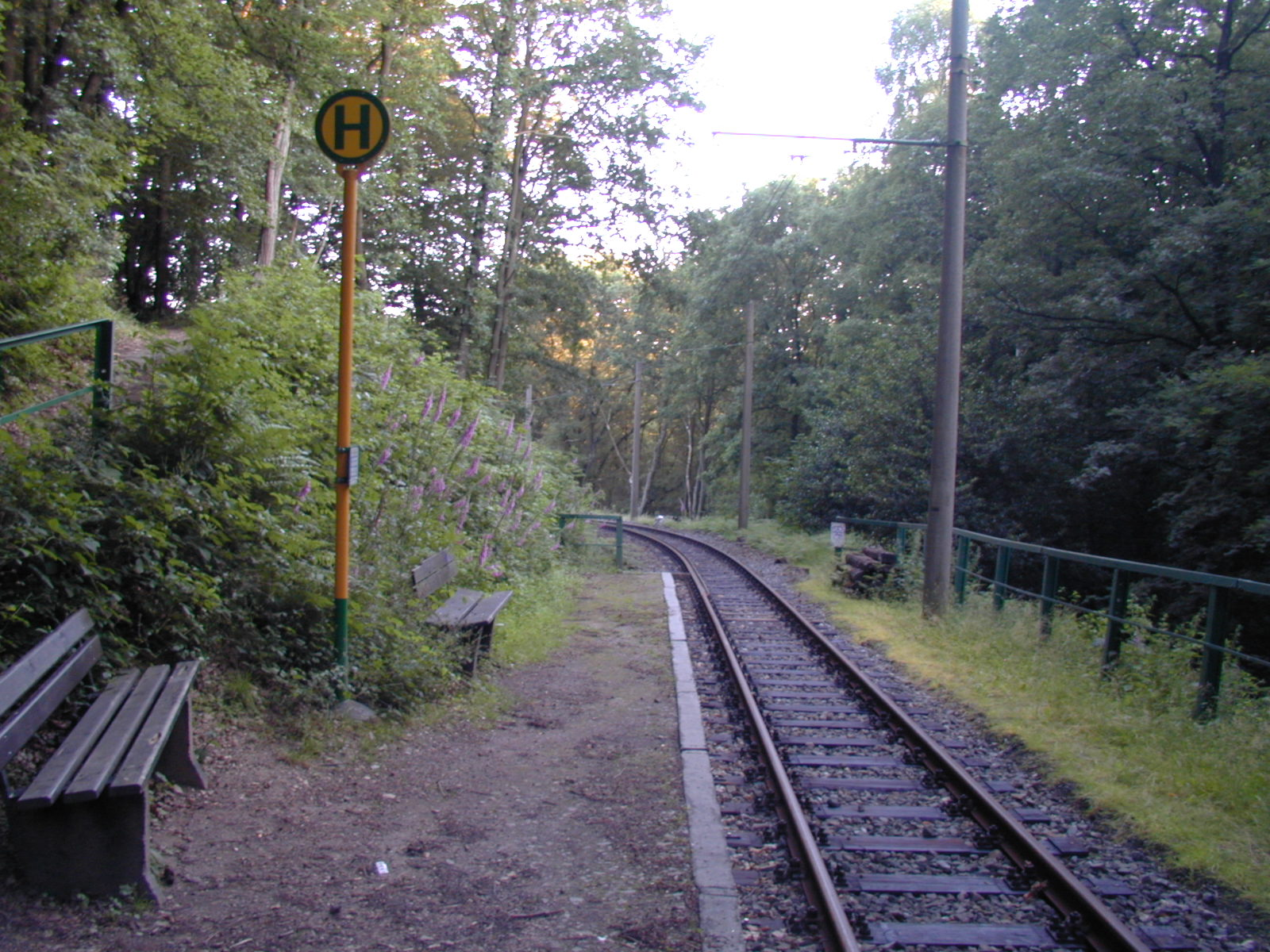

卡爾滕巴赫河（德語：Kaltenbach），是德國的河流，位於該國西部，處於北萊茵-威斯特法倫州，屬於伍珀河的支流，河道全長2.3公里，流域面積1.6平方公里。